# فيلكس (رسوم متحركة)
فيلكس هو مسلسل رسوم متحركة، عرض لأول مرة في 9 سبتمبر 1995 وانتهى عرضه في 25 نوفمبر 1997، من بطولة الشخصية السنورية الكلاسيكية القط فيلكس، عرض على قناة سبيستون.

## الشخصيات
- القط فيلكس
- روسكو
- السيد أسطوانة
- البطة بيكينغ
- موو شوو
- هولر البدين
- بوينديكستر
- مذيعة الراديو
- حورية البحر
- غولدكرو
- ناستاسيا سلينكي
- المذيع بيرثدايلاند

## الاغنية
الاغنية بالعربية من كلمات وتلحين وآداء الأستاذ : طارق العربي طرقان

## وصلات خارجية
http://www.imdb.com/title/tt0179618/
http://www.tv.com/shows/the-twisted-tales-of-felix-the-cat/wet-paint-209848/
http://www.youtube.com/watch?v=K7Wi93HUWPc
- فيلكس على موقع IMDb (الإنجليزية)
- فيلكس على موقع روتن توميتوز (الإنجليزية)
- فيلكس على موقع فيلمافينيتي (الإسبانية)
- فيلكس على موقع كينوبويسك (الروسية)
- فيلكس على موقع قاعدة بيانات الفيلم (الإنجليزية)